# Pentoda

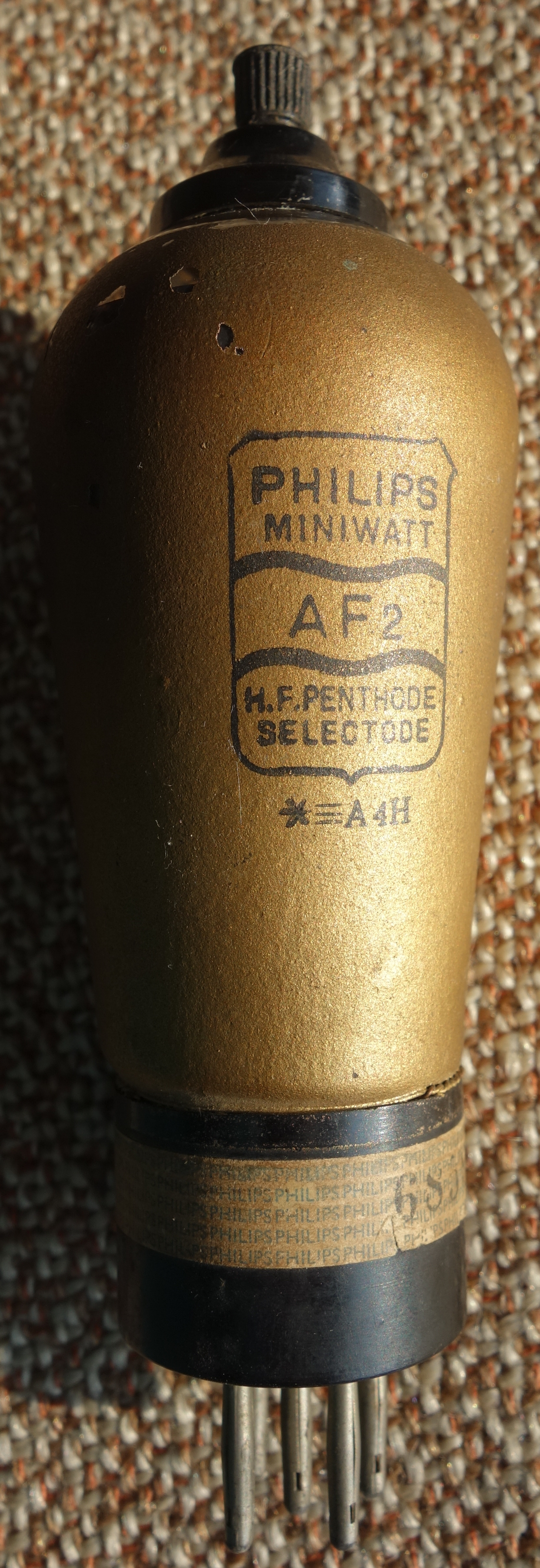
AF2 (Philips). Pentoda s proměnnou strmostí (selektoda).

Pentoda

Pentoda je elektronka s pěti elektrodami – katodou, anodou a třemi mřížkami. Byla vyráběna v mnoha provedeních a velikostech a stala se po 2. světové válce jednou z nejčastěji používaných elektronek až do nahrazení elektronek polovodiči.

## Princip a zapojení
Pentoda vznikla postupným vývojem z triody a tetrody. První dvě mřížky směrem od katody mají stejný význam jako v tetrodě: první mřížka nejblíže katodě je řídící (je připojena na zdroj signálu) a druhá mřížka je stínicí (je připojena na zdroj kladného napětí, jež je stejné nebo větší než anodové). Třetí mřížka je brzdicí (hradicí) a má za úkol zabránit sekundární zpětné emisi elektronů z anody na stínicí mřížku. Je obvykle spojena s katodou. Díky zápornému potenciálu odpuzuje elektrony o nízké rychlosti, které jsou rychlými elektrony vyráženy (zpětně emitovány) z anody. Tyto elektrony jsou odpuzeny zpět na anodu. Hradicí mřížka podstatně neomezuje anodový proud, jelikož je řídká a působí v místě, kde primární elektrony už mají značnou rychlost, zatímco sekundární elektrony z anody mají rychlost nepatrnou, takže pro ty tvoří nepřekonatelnou překážku.

## Vlastnosti pentody
Pentoda je výrobně složitější než tetroda. Průběh jejích charakteristik je ovšem jednodušší. Její anodový vnitřní odpor i zesilovací činitel jsou ještě větší než u tetrody, a skoro stokrát větší než u triody. Hodí se jak pro zesílení malých výkonů, tak pro stupně koncové, kde se žádá značný výkon výstupního signálu. Ve výkonových stupních dosahuje se s pentodou účinností, která se blíží největší hodnotě 0,5, dosažitelné za ideálních podmínek. Proto je pentoda snad nejčastěji používaným druhem elektronky.
Tetrody výkonového typu, kterých se dnes někdy používá, jsou vlastně pentody, v nichž je hradicí mřížka nahrazena pomocnou elektrodou jiného než mřížkového tvaru a vhodným tvarem anody, tyto tzv. svazkové tetrody mají v plném rozsahu vlastnosti pentody.

### Výhody oproti triodě
1. Větší zesilovací činitel – umožňuje podstatně větší zesílení napětí v jediném stupni (u triody nejvýš asi 100, u pentody ve zvláštních zapojeních přes 10 000).
2. Možnost širšího využití pracovní oblasti – směrem klesajícího anodového napětí, tím i možnost dosažení většího výstupního signálu, většího výkonu a větší účinnosti.
3. Stínění řídící mřížky – před účinky zesíleného signálu na anodě stínicí a hradicí mřížkou. Kromě většího zesilovacího činitele je tím dosaženo omezení vnitřní zpětné vazby (vyloučení nežádaných oscilací), dále zmenšení účinné kapacity řídící mřížky, kterou u triody podstatně zvětšuje tzv. Millerův efekt, a prakticky úplné oddělení vstupního a výstupního obvodu.
4. Možnost dalšího řízení anodového proudu – třetí mřížkou. Také třetí mřížka může být trvale záporná proti katodě, její proud je pak zanedbatelný, příslušný zdroj signálu není zatížen a je zcela oddělen od zdroje, který působí na mřížku řídící. Pokud není podmínkou nulová zátěž zdroje signálu, je zásadně možno použít k druhému řízení i mřížky stínicí. Ta je proti katodě kladná, vede tedy proud. Jím by byl zatížen příslušný zdroj signálu, kromě toho bylo by nutné použít pro ni takového zdroje signálu, který má přiměřeně malý vnitřní odpor, aby vlastnosti pentody zůstaly zachovány.
5. Větší anodový vnitřní odpor – může být podle okolností předností i nevýhodou.

### Nedostatky pentody proti triodě
1. Složitější závislosti a průběhy charakteristik – jsou více ovlivněny nevyhnutelnými technologickými nepravidelnostmi a omezeními a nemohou být přesně vystiženy jednoduchými matematickými vzorci.
2. Větší možnost poruch – nestálostí a vlastního rušivého signálu (šumu), způsobená rovněž větší technologickou složitostí.
3. Spotřeba emisního proudu – větší o spotřebu stínicí mřížky. Složitější napájení, protože zdroj pro stínicí mřížku musí mít popř. jiné napětí než zdroj pro anodu, a musí mít malý vnitřní odpor vzhledem ke katodě pentody, to působí potíže v těch případech, kdy katody není použito jako nulové elektrody příslušného elektronkového stupně.

Tyto tři skutečnosti jsou důvodem, proč se triody dosud často používá, zejm. v měřících a řídících přístrojích.